# 정망
정망(丁望, ? ~ 기원전 5년)은 전한 말기의 관료이자 외척으로, 산양군 하구현(瑕丘縣) 사람이다. 학자 정관의 증손이며, 애제의 생모 정도태후의 숙부이다.

## 생애
수화 2년(기원전 7년), 성문교위(城門校尉)에서 위위로 승진하였다.
건평 2년(기원전 5년), 광록훈으로 전임되었다. 한 달 후 좌장군으로 옮겨졌고, 곧 죽었다.

## 출전
- 반고, 《한서》
  - 권19하 백관공경표 下
  - 권97하 외척전 下

| 전임 왕공 | 전한의 위위 기원전 7년 ~ 기원전 5년 | 후임 가연 |

| 전임 왕공 | 전한의 광록훈 기원전 5년 | 후임 평당 |

| 전임 팽선 | 전한의 좌장군 기원전 5년 | 후임 공손록 |